# Cussonia brieyi
Cussonia brieyi är en araliaväxtart som beskrevs av De Wild. Cussonia brieyi ingår i släktet Cussonia och familjen Araliaceae. Inga underarter finns listade.